# Saint-Pardon-de-Conques
Saint-Pardon-de-Conques é uma comuna francesa na região administrativa da Nova Aquitânia, no departamento da Gironda. Estende-se por uma área de 6,69 km². Em 2010 a comuna tinha 599 habitantes (densidade: 89,5 hab./km²).